# Revolta de Fevereiro

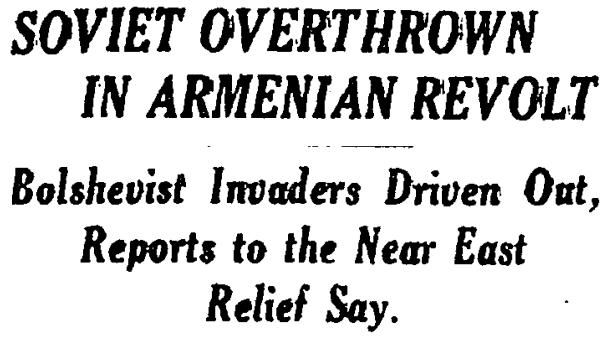
Um artigo manchete do New York Times de 17 de março de 1921.

A Revolta de Fevereiro (em armênio/arménio:  Փետրվարյան ապստամբություն P'etrvaryan apstambut'yun) foi uma rebelião antissoviética da Federação Revolucionária Armênia (FRA), que começou em 13 de fevereiro e foi reprimida em 2 de abril de 1921 pela reconquista de Erevã pelas forças bolcheviques.

## Antecedentes
Depois da sovietização da Armênia em dezembro de 1920, cerca de 1.000 oficiais da República Democrática da Armênia foram presos pelas autoridades bolcheviques, incluindo Tovmas Nazarbekian, Movses Silikyan, dentre outros. Estes, foram forçados a caminhar de Erevã a Alaverdi a pé (cerca de 160 quilômetros) e alguns deles foram mortos na estrada e outros foram ridicularizados. Mais tarde, oficiais presos foram enviados para prisões em Bacu e na Rússia. Em fevereiro de 1921, muitos heróis da Batalha de Sardarabade foram fuzilados, incluindo Daniel Bek-Pirumyan e seu irmão Poghos Bek-Pirumyan que cometeu suicídio depois de ser torturado. Os intelectuais pró-FRA também foram perseguidos. Os aldeões foram roubados e o trigo foi tirado sem qualquer compensação.

## Revolta
Como resultado disso, a rebelião começou em 13 de fevereiro pela ordem de refugiados de Sassúnia estabelecidos no sopé do Monte Aragats. Em 17 de fevereiro, Astaraque, Echemiazim, Garni, Razdã, e outras foram tomadas pelas forças da Federação Revolucionária Armênia. Em 18 de fevereiro, as forças rebeldes entraram em Erevã pela liderança de Kuro Tarkhanyan e Garnetsi Martiros.  Os bolcheviques e o Exército Vermelho recuaram para Artaxata. Hovhannes Katchaznouni, Levon Shant, Nikol Aghbalian e outros cem ativistas políticos e intelectuais foram libertos de prisões. Após a captura de Erevã pela liderança direta de Simon Vratsian o "Comitê de Salvação da Pátria" foi fundado, o qual deveria governar o país até a formação de um novo governo. A comissão se dirigiu à população em 18 de fevereiro invocando a  população para "proteger a ordem e o governo, cumprindo rigorosamente todas as ordens da comissão". Ao longo da liberdade de 42 dias, batalhas sangrentas ocorreram entre as forças da Federação Revolucionária Armênia e os bolcheviques. Em 27 de fevereiro, os bolcheviques tentaram atacar Erevã, mas em 1 de março foram forçados a recuar. Depois de duas semanas de pausa, as unidades bolcheviques atacaram novamente e tomaram Artaxata em 16 de março, mas no dia seguinte as forças da Federação Revolucionária Armênia iniciaram uma ofensiva e recapturaram Astaraque. Independentemente da heroica resistência das forças armênias, os bolcheviques tinham uma grande superioridade numérica. As grandes ofensivas dos bolcheviques começaram em 24 de março, capturando Aparã, Cotaique e emergindo gradualmente, entraram em Erevã em 2 de abril.  As forças da Federação Revolucionária Armênia recuaram sem qualquer batalha séria para evitar a destruição da capital.

## Consequências
O "Comitê de Salvação da Pátria", as forças da Federação Revolucionária Armênia e muitos civis se retiraram para Zanguezur, onde se juntaram as forças de Gareguin Njdeh, onde a República da Armênia Montanhosa foi formada; que finalmente seria tomada pelas forças bolcheviques em julho de 1921. Os líderes armênios foram para a Pérsia para evitar a prisão e possível execução pelos soviéticos.
As razões da revolta foram posteriormente debatidas pelo governo bolchevique e se decidiu tratar a população com mais tolerância. Depois de suprimir a Revolta de Fevereiro, Aleksandr Myasnikyan foi nomeado Presidente do Conselho dos Comissários do Povo da Armênia, o governo recém-instalado da República Socialista Soviética da Armênia.